# Egaenus robustus
Egaenus robustus is een hooiwagen uit de familie echte hooiwagens (Phalangiidae).